# Cupido publia
Cupido publia är en fjärilsart som beskrevs av Gustaaf Hulstaert 1924. Cupido publia ingår i släktet Cupido och familjen juvelvingar. Inga underarter finns listade i Catalogue of Life.